# SATOMI'
SATOMi（サトミ、1989年3月7日 - ）は、山口県宇部市出身の日本の歌手。本名は三隅 理美（みすみ さとみ）。旧名義はSATOMI'。また日本デビュー前のUKインディーズ時代はSatomi名義で活動していた。

## 人物
洋楽アーティストとしての“Satomi”と邦楽アーティストとしての“SATOMI'”という2つの顔を持つ歌手としてデビュー。“Satomi”と“SATOMI'”の違いは、言葉やサウンド、アレンジはもちろん、Satomiでは世界に通用する本格的なR&Bを、SATOMI'ではR&Bをベースによりポップさを増した楽曲を歌っている。
15歳のときにフランスのカンヌで開催された世界最大の音楽ビジネス国際見本市「MIDEM2005」で初のライヴ・パフォーマンスを披露。そのパフォーマンスがイギリスの名門インディーズレーベルのCreation Recordsの目に留まり、新たに立ち上げたヒップホップ/R&B専門レーベル・hiptonesの第1弾アーティストとして現役高校生（当時16歳）という若さでUKでデビューを果たす。

## 略歴
3歳からダンスを始め、14歳から本格的にシンガーを目指してヴォーカルのレッスンを開始。
2003年、たまたまダンスレッスンの一環として行なわれたヴォイスレッスンで歌唱力が認められ、2004年秋より本格的なデビューへ向けてのプロジェクトがスタート。
2005年1月、15歳の時にフランスで行われた音楽イベント「MIDEM2005」でイギリスのレーベル・hiptonesに見出され、UKでキャリアをスタートさせる。1stシングル「Heartbreaker」はiTunes Music Storeで日・英・米同時配信が行なわれ、日本ではR&Bチャート、総合チャート共にトップ10入りを果たした。
2006年2月、1stマキシ・シングル「SATOMI' Yesterday/Satomi Love to stay」でインディーズレーベルの青空レコードより日本国内でもデビューを果たす。
2007年2月、1stアルバム「Diamondlily」をリリース。
2011年、初のメジャーレーベル・rhythm zoneに移籍。それにともない、新しい“アイ”を表現するために名前の表記をSATOMI'からSATOMiに変更する。

## ディスコグラフィー

### 日本でのリリース
シングル
| 発売日         | 名前                                           | 規格品番   | 備考 |
| -------------- | ---------------------------------------------- | ---------- | --- |
| 2005年02月14日 | love shouts                                    |            | 九州限定シングル                                                                                                |
| 2006年02月08日 | Yesterday/Love to stay                         | ZZCD-30101 | 最高位63位。NTV系ドラマコンプレックス主題歌。FM山口06年2月度パワープレイ「PUSH ONE」邦楽。                      |
| 2006年02月08日 | Love to stay                                   | ZZCD-30011 | 期間限定生産シングル                                                                                            |
| 2006年08月02日 | Candy magic                                    | ZZCD-30102 | 最高位83位。USEN問い合わせチャート1位。 テレビ『The・サンデー』エンディングテーマ。 CM「INGNI」イメージソング。 |
| 2006年11月08日 | Orange canvas 〜秋の空のしたで〜/Fairy's stick | ZZCD-30103 | 最高位81位。 Xbox 360専用ゲームソフト『DEAD OR ALIVE XTREME 2』とのタイアップソング（名義は「SATOMI'」）。      |
| 2007年07月11日 | Baby Doll                                      | ZZCD-30104 | 最高位62位。COUNT DOWN TV オープニングテーマ                                                                    |
| 2008年03月05日 | Bright will                                    | ZZCD-30105 | 最高位195位。NTV系「汐留イベント部」テーマ・ソング                                                              |

アルバム
| 発売日         | 名前                                  | 規格品番                                     | 備考          |
| -------------- | ------------------------------------- | -------------------------------------------- | ------------- |
| 2007年02月07日 | Diamondlily                           | ZZCD-31101:初回限定盤 ZZCD-31102:通常盤      | 最高位25位。  |
| 2007年12月05日 | Sings～Winter & Luv～                 | ZZCD-31201                                   | 最高位153位。 |
| 2008年03月26日 | Angelite                              | ZZCD-31103B:初回生産限定盤 ZZCD-31104:通常盤 | 最高位50位。  |
| 2008年10月29日 | Daisylight                            | ZZCD-31105B:初回生産限定盤 ZZCD-31106:通常盤 | 最高位39位。  |
| 2009年05月20日 | The Best                              | ZZCD-31108                                   | 最高位28位。  |
| 2010年04月28日 | Blacrysta                             | KCCD-407                                     | 最高位56位。  |
| 2011年03月02日 | SATOMI' BEST MIX mixed by DJ KENKAIDA | RZCD-46667                                   | 圏外          |
| 2011年12月21日 | chainin'                              | RZCD-46945                                   | 最高位278位。 |
| 2012年12月05日 | Tick                                  | RZCD-59133                                   | 圏外          |

配信限定曲
| 発売日         | 名前                                            | 備考                         |
| -------------- | ----------------------------------------------- | ---------------------------- |
| 2007年03月07日 | Spring                                          | iTunes以外では3/14配信開始。 |
| 2007年04月11日 | Crystal drops -Long version-                    |                              |
| 2007年05月30日 | Time -Lord Finesse & Davel "Bo" McKenzie remix- | Remixed by Lord Finess       |
| 2008年02月20日 | KISS feat. OKI                                  | GEEKのOKIが参加              |
| 2008年08月20日 | One Day                                         |                              |
| 2008年08月27日 | Memory -夏色の宝物-                             |                              |
| 2008年10月01日 | Show ur Love                                    |                              |
| 2008年10月08日 | Present feat. KEN THE 390                       |                              |

### イギリスでのリリース
シングル
| 発売日         | 名前                | 備考       |
| -------------- | ------------------- | ---------- |
| 2005年10月24日 | Heartbreaker        | 1st Single |
| 2006年03月27日 | Oh! feat. Doc Brown | 2nd Single |

アルバム
| 発売日         | 名前         | 備考      |
| -------------- | ------------ | --------- |
| 2007年後期予定 | タイトル未定 | 1st Album |

アナログ
| 発売日         | 名前                |
| -------------- | ------------------- |
| 2005年08月08日 | Toxic Love          |
| 2005年10月24日 | Heartbreaker        |
| 2006年03月27日 | Oh! feat. Doc Brown |

## ミュージックビデオ
| 監督           | 曲名 |
| 子田一幾       | 「No.1-First showcase live Ver.-」                                                                                           |
| tatsuaki       | 「Precious days -With U-」                                                                                                   |
| DEA FILMS      | 「Yesterday」 |
| modea          | 「Baby Doll -Single version-」「Bright will」「Candy magic」「Darlin'×2 -Limited MV No Rap version-」「Joy of Love」「Time」 |
| クマダノリヤス | 「ねぇ どうしたらキミは」「キミがいれば」                                                                                    |
| 不明           | 「Candy magic〜Nice'n Mellow day〜 feat.TARO SOUL」「Orange canvas〜秋の空のしたで〜」                                       |